# District de Thới Lai
Thới Lai est un district de Cần Thơ dans le delta du Mékong au sud du Viêt Nam. 

## Géographie
La superficie du district est de 255,66 km2.
Le chef-lieu du district est Thới Lai.